# Juan Pablo Viscardo y Guzmán
Juan Pablo Viscardo y Guzmán (Pampacolca, Arequipa, 26 juin 1748 – Londres, 10 février 1798) est un jésuite péruvien, écrivain et précurseur idéologique de l'indépendance des colonies espagnoles d'Amérique.

## Biographie

### Origines familiales et jeunesse
Le premier Viscardo connu, Juan Viscardo de Guzmán, est un espagnol qui s'installe à Camaná en 1630. Son fils, Bernardo, s'installe à Pampacolca. Marié à María Ramos, il a 14 enfants dont Gaspar, le père de Juan Pablo Viscardo. Gaspar Viscardo se marie avec Manuela de Sea y Andia mais décède à seulement 34 ans, ce qui a dû influencer l'envoi de Juan Pablo et de son frère aîné, José Anselmo, au pensionnat jésuite d'Arequipa, où ils entrèrent tous les deux le 27 juin 1763. 
Victimes de l'expulsion des jésuites, décrétée par le roi Charles III en septembre 1767, les frères Viscardo sont obligés de quitter la vice-royauté du Pérou et s'embarquent pour Cadix le 11 mars 1768. Arrivés en Espagne, ils sont transférés en Italie en avril 1769 et s'établissent dans la province de Massa-Carrara, entre la Ligurie et la Toscane, où Juan Pablo multiplie les requêtes pour obtenir un permis afin de retourner au Pérou récupérer un riche héritage familial qui leur permettrait de faire face aux difficultés économiques de l'exil italien.

### Radicalisation et premiers contacts avec les Britanniques
En 1781, après avoir reçu la nouvelle du soulèvement de Túpac Amaru II à Cuzco contre les autorités coloniales espagnoles, Juan Pablo Viscardo rencontra le consul anglais John Udny (en) à Livourne, demandant l'aide britannique en faveur des rebelles péruviens. Le 30 septembre 1781, après la défaite de la révolution de Túpac Amaru, Viscardo écrit une longue lettre au consul pour étayer la viabilité de l'aide anglaise (en armes et officiers) pour l'indépendance du Pérou en plus d'offrir ses propres services (connaissance du pays, de la langue et des coutumes), avec la demande – dit-il – de « considérer les avantages qui en résulteraient pour les Anglais si je les accompagnait dans cette grande entreprise ». 
Le 30 juin 1782, Juan Pablo voyagea pour la première fois avec son frère de Florence à Londres, sous les faux noms de Paolo Rossi et Antonio Valesi respectivement. En attendant la fin de la guerre d'indépendance des Treize colonies américaines, ils y restèrent jusqu'en 1784, date à laquelle ils retournèrent à Massa-Carrara sans aucun résultat. 
Après la mort de son frère le 29 septembre 1785, Juan Pablo Viscardo réside à Florence (de mai 1787 à février 1789) puis à Livourne. Voyant que Charles IV maintient l'ordre de bannissement des jésuites de son prédécesseur, il décide de consacrer toute son énergie à la défense de l'indépendance des colonies espagnoles en Angleterre à travers sa plume.

### Installation à Londres et décès
Entre 1791 et 1792, pour la deuxième et dernière fois, Viscardo se rend à Londres, désormais sollicité par le gouvernement britannique et immédiatement protégé par le ministère des Affaires étrangères, recevant une pension de 300 livres sterling lui permettant de consacrer ses dernières années d'exil à la tâche infructueuse de convaincre l'Angleterre de soutenir les mouvements hispano-américains en faveur de l'émancipation. Mais six années d'exil anglais le rendent amer, en raison de sa situation économique de plus en plus précaire et surtout de l'attitude du gouvernement britannique de continuer à reporter toute aide aux révolutionnaires sud-américains. 
Dans cette dernière phase de sa vie, Viscardo rencontre l'ambassadeur des États-Unis au Royaume-Uni, Rufus King, qui s'intéressait depuis des années aux mouvements des patriotes sud-américains, il avait même contacté plusieurs des anciens jésuites américains qui étaient désormais au service du gouvernement britannique. Le diplomate nord-américain devient l'ami et le confident d'un Viscardo gagné par le ressentiment et la colère.
À presque 50 ans, épuisé et malade, Juan Pablo Viscardo meurt à Londres en février 1798, après trois décennies d'exil sans même avoir réussi à faire publier sa célèbre "Lettre aux Espagnols-Américains" (Carta a los españoles americanos en espagnol), son œuvre la plus connue en faveur de l'indépendance de l'Amérique hispanique. Ce sera Francisco de Miranda, précurseur de l'indépendance du Venezuela et ami de l'ambassadeur américain, qui comprenant l'importance du document le fera publier une première fois en juin 1799.

## Postérité

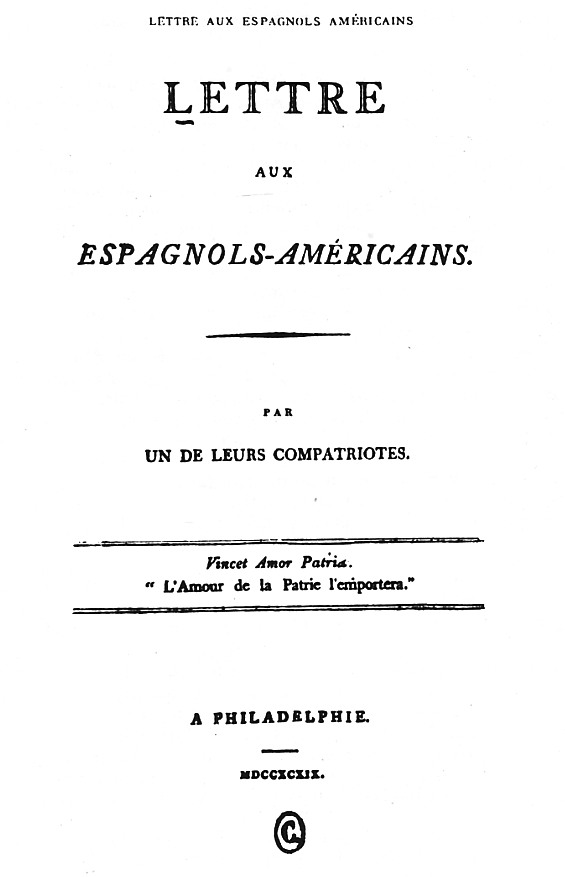
Couverture de la première édition de la Lettre aux Espagnols-Américains, écrite en français, publiée en 1799 par Francisco de Miranda.

### La Lettre aux Espagnols-Américains
L'œuvre la plus emblématique de Viscardo reste la susmentionnée "Lettre aux Espagnols-Américains par un de leurs compatriotes", un document de 36 pages où il présente des fondements historico-doctrinaux d'une indépendance complète pour toute l'Amérique espagnole et radicalise sa position séparatiste. Sur un ton de reproche constant envers la Couronne espagnole, Viscardo se réfère à l'Espagne comme « un pays qui nous est étranger, à qui nous ne devons rien, dont nous ne dépendons pas et dont nous ne pouvons rien attendre ». Il critique férocement la colonisation espagnole, affirmant que l'histoire de trois siècles pourrait se résumer à quatre mots « ingratitude, injustice, servitude et désolation ». Il dénonce la violation des droits fondamentaux et n'hésite pas à proposer l'indépendance comme solution lorsqu'il écrit « le despotisme que la cour d'Espagne exerce avec nos trésors pourrait recevoir un coup mortel avec notre indépendance », exaltant l'esprit des lecteurs potentiels lorsqu'il ajoute « il n'y a plus de prétexte pour excuser notre apathie, si nous subissons plus longtemps les vexations qui nous détruisent, on dira avec raison que notre lâcheté les mérite ». 
L'indépendantiste Francisco de Miranda comprit l'importance de cette Lettre pour ses desseins révolutionnaires et la publia pour la première fois en juin 1799 en français. En 1801, il la publie en espagnol et la diffuse auprès des milieux indépendantistes de l'Amérique espagnole. En 1803, les autorités de Margarita et de Trinidad signalent que la Lettre « induit la subversion de ses habitants ». Miranda lui-même, lors du débarquement à Coro le 2 août 1806 pour lancer son projet raté d'indépendance du Venezuela, a joint la Lettre comme preuve des « cruautés et des persécutions atroces du gouvernement espagnol » en recommandant sa lecture. La première édition anglaise est due au journaliste et écrivain William Burke (en), qui l'inclut dans ses Additional Reasons for our immediate emancipating Spanish America, publié à Londres en 1808. Au Mexique elle fut largement diffusée à partir de 1808 jusqu'à ce qu'on ordonne l'interdiction absolue et la confiscation de toutes les copies après le rapport des inquisiteurs (11 et 24 septembre 1810) qui la qualifiaient de « fausse, téméraire, impie et séditieuse, insultant la religion et l'État, aux rois et aux pontifes ». Malgré cette censure et cette condamnation, une société secrète révolutionnaire – les Guadalupes (es) – envoya une copie, imprimée aux États-Unis, le 17 octobre 1812, au leader indépendantiste José María Morelos. Une copie de la Lettre fut trouvée parmi les manuscrits de l'indépendantiste du Rio de la Plata Mariano Moreno. Des copies de la Lettre ont été distribuées et brûlées sur la place principale de Caracas. Au Pérou, le manuscrit fut publié dans le Correo Político Mercantil y Literario entre février et mars 1822. 
Ces exemples montrent l'influence dans le processus d'indépendance de l'Amérique espagnole de la Lettre de Viscardo, à qui « la vertu ne manquait pas mais plutôt la chance » d'après vers du poète et penseur vénézuélien, Andrés Bello. Une plaque commémorative, hommage au consulat général du Pérou à Londres, a été installée en 1999 à l'intersection de Marylebone Rd. et Baker St., où se trouvait la résidence de la famille Allsop, où Juan Pablo Viscardo est mort.

### Autres ouvrages
Viscardo y Guzmán a écrit d'autres ouvrages restés inconnus, l'un d'eux intitulé "Projet d'indépendance de l'Amérique espagnole", daté à Livourne du 18 septembre 1790, qui a été conservé dans le New York History Society et a été publié en 1983. Ce document, en plus de proposer que l'Angleterre assume la protection des colonies espagnoles en Amérique, présente un plan stratégique détaillé pour obtenir l'indépendance très similaire à celui que le général José de San Martín réalisa des années plus tard lors de ses campagnes de libération. Le projet de Viscardo, qui comprend un "Essai historique sur l'Amérique du Sud en 1780", proposait comme premier objectif l'émancipation du Chili et la nécessité d'une escadre et de cinq à six mille hommes bien entraînés pour intercepter les navires espagnols franchissant le Cap Horn, assurer la domination dans le Pacifique et réaliser l'indépendance du Pérou, avec des recommandations sur l'organisation et l'avancée terrestre vers le port de Callao.

## Œuvres
- (es) Carta al cónsul británico, Massa-Carrara, 30 septembre 1781.
- (es) Proyecto para independizar la América española.
- (es) Ensayo histórico sobre la América meridional en 1780, Livourne, 18 septembre 1790.
- Lettre aux Espagnols-Américains par un de leurs compatriotes, Philadelphie, 1799.